# Leucoma ochropoda
Leucoma ochropoda är en fjärilsart som beskrevs av Eduard Friedrich Eversmann 1847. Leucoma ochropoda ingår i släktet Leucoma och familjen tofsspinnare. Inga underarter finns listade i Catalogue of Life.